# شارابون

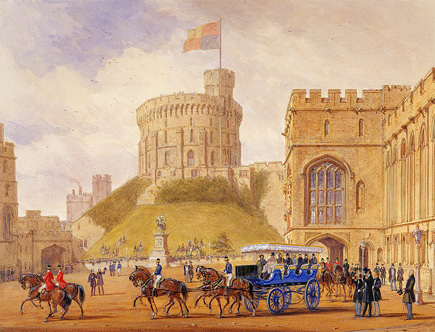
شربون تجره الخيول في قلعة وندسور عام 1844.

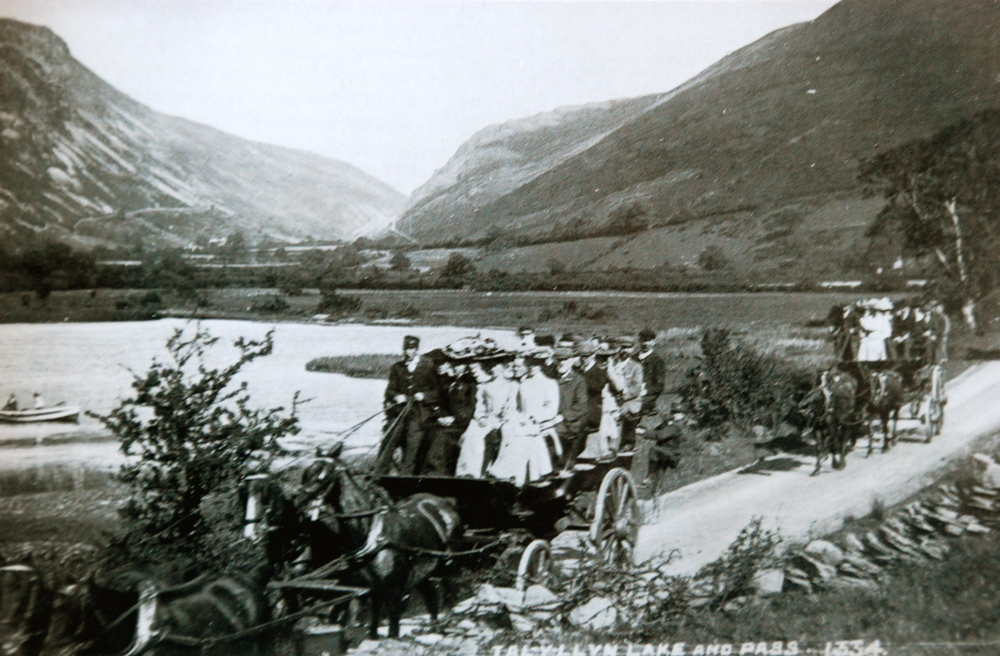
شربونات تسير على خط "الرحلة الكبيرة" الذي يربط سكة حديد كوريس بسكة حديد تاليلين مارًّا ببحيرة تاليلين حوالي عام 1900

الشَّرَبُون أو الشَّرَبَان (بالفرنسية: char à banc وتعني حرفياً: "عربة بمقاعد خشبية") هو نوع من المركبات التي تجرها الخيول وقد تعتبر من حافلات السفر البدائية، وتكون عادة مكشوفة، كانت الشربونات شائعة في بريطانيا خلال الجزء الأول من القرن العشرين. تحتوي الشربونات مقاعد مُنَضّدة مرتبة في صفوف، متوجهة للأمام، وتستخدم عادة لنقل مجموعات كبيرة من الأفراد، سواء كنقل عام أو للرحلات الخاصة والنزهات. كانت مشهورة خصيصاً لمشاهدة المعالم أو نزهات العمل إلى الريف أو الساحل والتي تنظمها جهات تجارية مرة واحدة في السنة. نشأت المركبة في فرنسا في أوائل القرن التاسع عشر.
على الرغم من أن هذه المركبات لم تعد شائعة على الطرق منذ عشرينيات القرن العشرين، إلا أنه لا تزال هناك بعض لائحات الطرق من تلك الحقبة الزمنية. تقع أحد الأمثلة البارزة في قرية ووكي هول في مقاطعة سومرست الإنجليزية، حيث تحذر اللائحات من أن الطريق إلى قرية إيستون المجاورة غير مناسبة للشربونات. كانت كلمة "شربون" شائعة الاستخدام حتى منتصف القرن العشرين، لكن تم حذفها من نسخة الجيب من قاموس كولينز في عام 2011 كونها "مهملة". ما زالت هذه الكلمة شائعة الاستخدام بشكل خاص في شمال إنجلترا بطريقة هزلية للإشارة إلى نزهات العمل بالحافلات.
في أستراليا، نجا نوع حديث مماثل من الحافلات، مع بابين جانبيين لكل صف من المقاعد، حتى السبعينيات من القرن الماضي وتمت الإشارة إليه باسم حافلة التحميل الجانبي؛ إلا أن جميعها أو معظمها لم تكن مكشوفة السقف. وقد تم ترميم إحدى هذه الحافلات في بلدة إتشوكا بولاية فيكتوريا، ويتم استخدامها في ميناء إتشوكا في بعض العطل الرسمية والمناسبات الخاصة.
الحافلات ذات الترتيب المماثل للأبواب والمقاعد تعد شائعة بين فرق مكافحة الشغب للعديد من قوات الشرطة، حيث أن الترتيب يفسح المجال للفرقة لمغادرة المركبة بسرعة.

## التاريخ
تم تقديم المركبة لأول مرة في الأربعينيات من القرن التاسع عشر كمركبة رياضية فرنسية، حظيت الشربونات بشعبية في سباقات الخيول والفعاليات الجماعية للصيد أو الرماية. كان بالإمكان جر الشربونات من قبل أربعة خيول بسائق واحد أو خيلين اثنين بمعدات خاصة. كان بها صفين أو أكثر من المقاعد المُنَضّدة المتقاطعة، بالإضافة إلى مقعد خلفي أخفض قليلاً للعرسان، وكان في معظمها أيضاً صندوق مضلع للأمتعة. كان استخدامها في البداية خاصاً بالأثرياء فقط، تم توسيع الشربونات لاحقًا بإضافة المزيد من المقاعد من أجل الرحلات المدرسية ورحلات العمل وكذلك للنقل السياحي، كنسخة أرخص من الحافلات السياحية. أول شربون في بريطانيا تم تقديمه للملكة فيكتوريا من قبل الملك الفرنسي لويس فيليب وهو محفوظ اليوم في مجمع الإسطبلات الملكي في بريطانيا.
قبل الحرب العالمية الأولى، تم استخدام الشربونات الآلية بشكل أساسي لرحلات اليوم الواحد، حيث أنها لم تكن مريحة بما يكفي للرحلات الأطول، وتم استبدالها بشكل كبير بالحافلات الآلية في عشرينيات القرن العشرين.

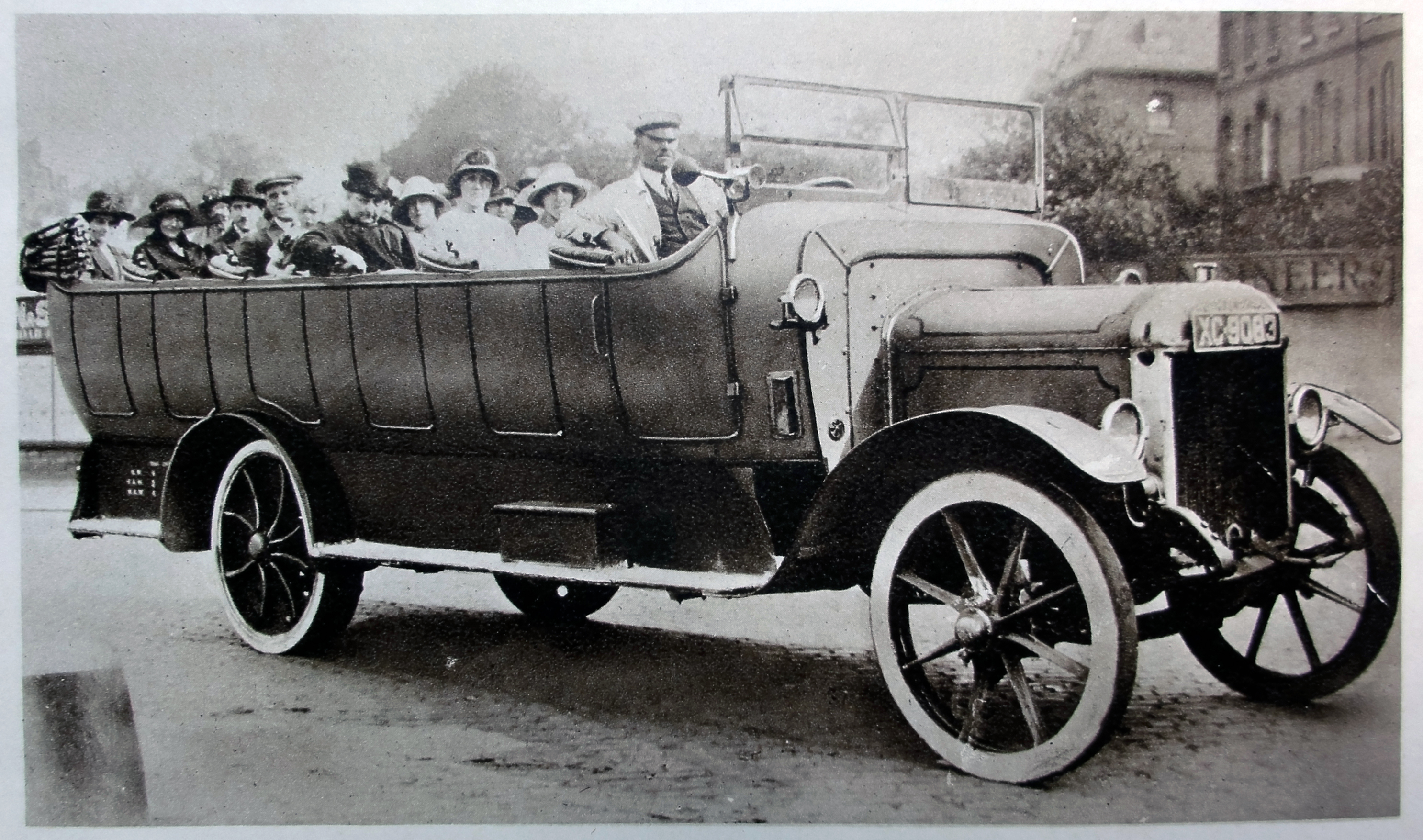
شربون آلي في أوائل عشرينيات القرن العشرين.

عاشت شربونات عشرينيات القرن العشرين الآلية بضع سنوات فقط. كان من العادة في ذلك الوقت أن يتم بناء هيكل الشربون منفصلاً عن هيكل المحرك وبعضها كان مخصوصاً للصيف فقط؛ حيث يتم تركيب هيكل آخر خاص لتحميل البضائع مكان الشربون في فصل الشتاء لإبقاء المركبة مشغولة.
كانت الشربونات عادة مكشوفة من الأعلى، مع غطاء قماشي كبير قابل للطي مخزَّن في الخلفية لتركيبه أثناء المطر، تشبه إلى حد كبير السيارات المكشوفة اليوم والتي يمكن إغلاق سقفها عند الحاجة. عند هطول المطر، كان لا بد من سحب غطاء الشربون إلى موقعه، وهي مهمة صعبة للغاية بسبب ثقل الغطاء، فكان يعتبر شرفًا للأعضاء الذكور في الجماعات السياحية المساعدة في تركيبه في موضعه. كانت النوافذ الجانبية مصنوعة من الميكا (طبقة رقيقة من حجر يشبه المرو).
وفرت الشربونات حماية قليلة أو معدومة للركاب في حالة وقوع حادث انقلاب، كما كان للشربونات مركز كتلة عالي عندما تكون محملة (وخاصة إذا كانت محملة فوق طاقتها)، وكان استخدامها يتطلب اجتياز الطرق الوعرة والمتعرجة المؤدية إلى القرى الساحلية المشهورة بالسياح. أدت هذه العوامل إلى حوادث مميتة ساهمت في الزوال المبكر للشربونات.

### في شمال إنجلترا
كانت نزهات اليوم الواحد للمصانع (رحلات العمل السنوية) في القرن التاسع عشر وأوائل القرن العشرين شائعة جدًا بالنسبة للعمال، خاصة أولئك القاطنين في بلدات المصانع (البلدات التي تم تأسيسها حول مصنع أو معمل واحد أو أكثر، عادة ما يكون مشغلاً للقطن) في مقاطعات لانكشر ويوركشاير خلال عيد أسبوع الصحوة (عيد خاص بشمال إنجلترا تم الاحتفال به بشكل رئيسي أثناء الثورة الصناعية). كانت أربعينيات وخمسينيات القرن الماضي أوقاتًا صعبة نسبيًا بسبب بطء التعافي القومي بعد الحرب العالمية الثانية؛ كان التقنين لا يزال واضحًا ولم تطبق العطلات السنوية فعليًا للعمال الأكثر فقراً مثل النساجين والغزالين، لذلك كانت نزهات اليوم الواحد إلى الساحل حالة نادرة ولم يتحمل نفقاتها إلا بعض العمال ذوو الأسر الكبيرة. كانت رحلات الشربون عادة للبالغين فقط، مرة أخرى بسبب النفقات. أحياناً كان أصحاب المعامل يساعدون في دفع ثمن هذه الرحلات، ولكن لم يكن هذا هو الحال دائمًا.
كانت الشربونات مركبات بدائية جدًا؛ صاخبة، غير مريحة، وغالباً ما تكون منجدة بشكل سيء مع مقاعد منخفضة الظهر واستخدمت بشكل أساسي في الرحلات القصيرة إلى أقرب استراحة أو في سباقات الخيول. كما نظمت بعض أندية الرجال العاملين رحلات يوم واحد لخارج البلدة غالباً ما كانت مدعومة مادياً من الأندية نفسها من اشتراكات العضوية التي تم دفعها على مدار العام. كان العمال يدفعون بضعة بنسات في الأسبوع إلى نادٍ أو منظم رحلات ويتم تدوين المبلغ على دفتر حسابات. ويتم دفع المال للمدخر في يوم الرحلة لتعويض مصاريف الرحلة، غالبًا ما يكون هذا اليوم هو أبرز أحداث العام بالنسبة لبعض العمال والفرصة الوحيدة للابتعاد عن الضبخان وسخام بلدات المصانع المزدحمة.
في وقت لاحق، في أواخر ستينيات وسبعينيات القرن الماضي، عندما ازدهرت المعامل وتحسنت الأمور مادياً، استخدمت الشربونات في أعياد أسبوع الصحوة السنوية وأخذ النزوح الجماعي لمدة أسبوع من بلدات المصانع الشمالية خلال أشهر الصيف الأسبقية على رحلات الشربونات، وأصبحت عطلة الأسبوع الكامل في استراحات ومعسكرات للعطلات أو في منزل على الساحل لجميع أفراد الأسرة عادةً للعمال، بدلاً من يوم واحد لخارج البلدة.